# Улица Кости Стрелюка
Улица Кости Стрелюка — улица в городе Воронеж (Центральный район). Имеет две части, одна проходит от улицы Карла Маркса до Плехановской улицы, другая — от улицы Декабристов до улицы Чернышевского.
Общая протяжённость улицы около 520 метров

## История
Появилась в XVIII веке.

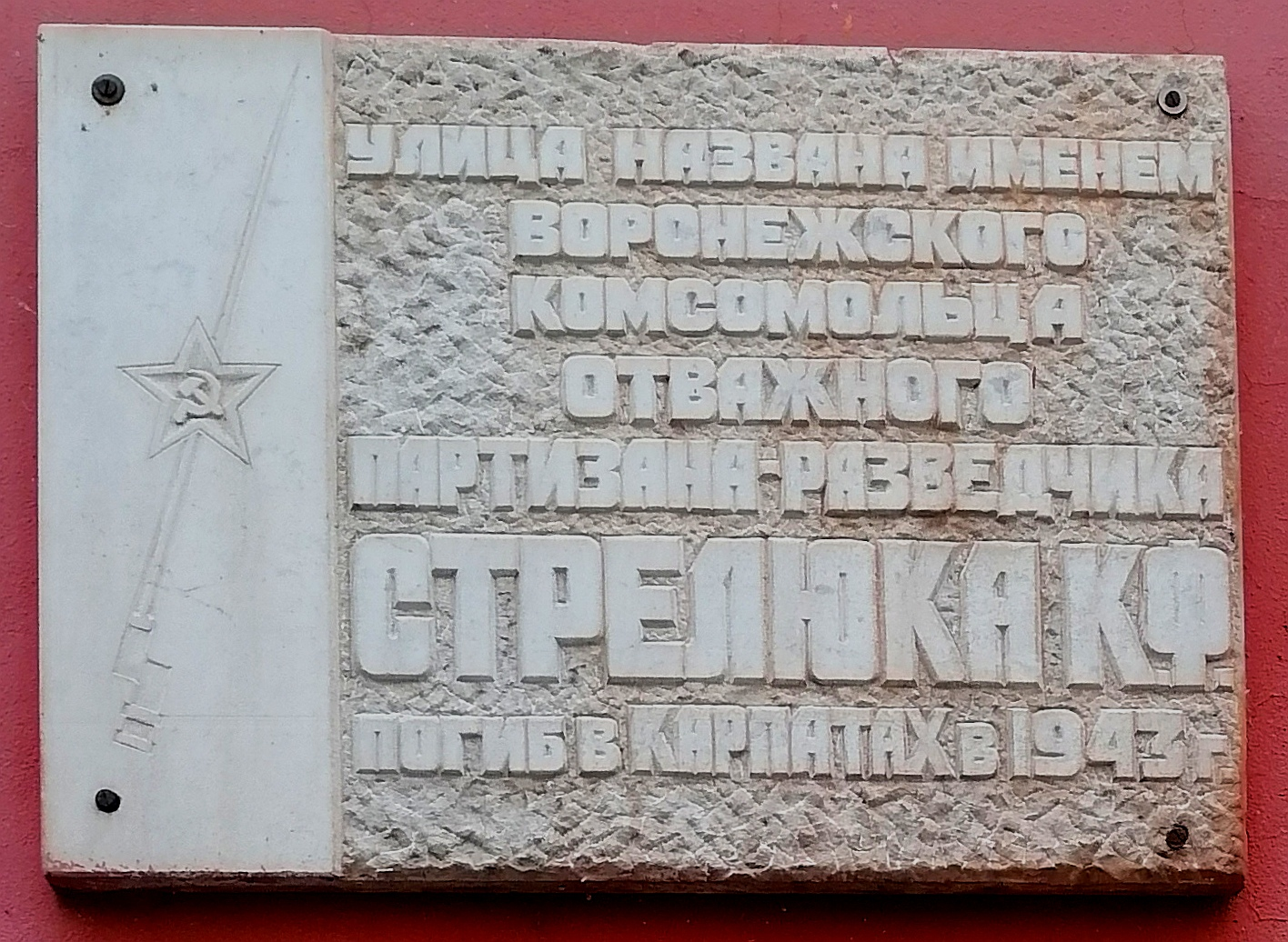
д. 11/13

Историческое название Пятницкая, по наименованию близ расположенной Пятницкой церкви XVII века. Старинная застройка улицы погибла в гигантском пожаре города в 1773 году.
В 1928 году была переименована в Ветеринарную, так как несколько зданий в том районе занимал открытый в 1926 году ветеринарный институт, на месте главного институтского корпуса в дореволюционное время было женское епархиальное училище, ныне в этом квартале — здание гимназии имени А. В. Кольцова.
Застройка улицы сильно пострадала в годы Великой Отечественной войны, была сильно повреждена Пятницкая церковь, ныне сохранившаяся лишь частично
Современное название улицы, с 1968 года, в честь героя Великой Отечественной войны Константина Стрелюка (1924—1943), проводника партизанско-диверсионной группы «Граница» (вместе с Валентином Куколкиным, Анной Скоробогатько и Даниилом Куцыгиным) в составе сводного отряда ополчения, воевавшего на Чижовском плацдарме. До войны он жил неподалёку, на ул. Володарского, д. 52. Мемориальная доска К. Стрелюку установлена на д. 11/13.
Сквозной проезд по улице утрачен после возведения в 2004 году элитного жилого корпуса (улица Карла Маркса, 40А)

## Достопримечательности

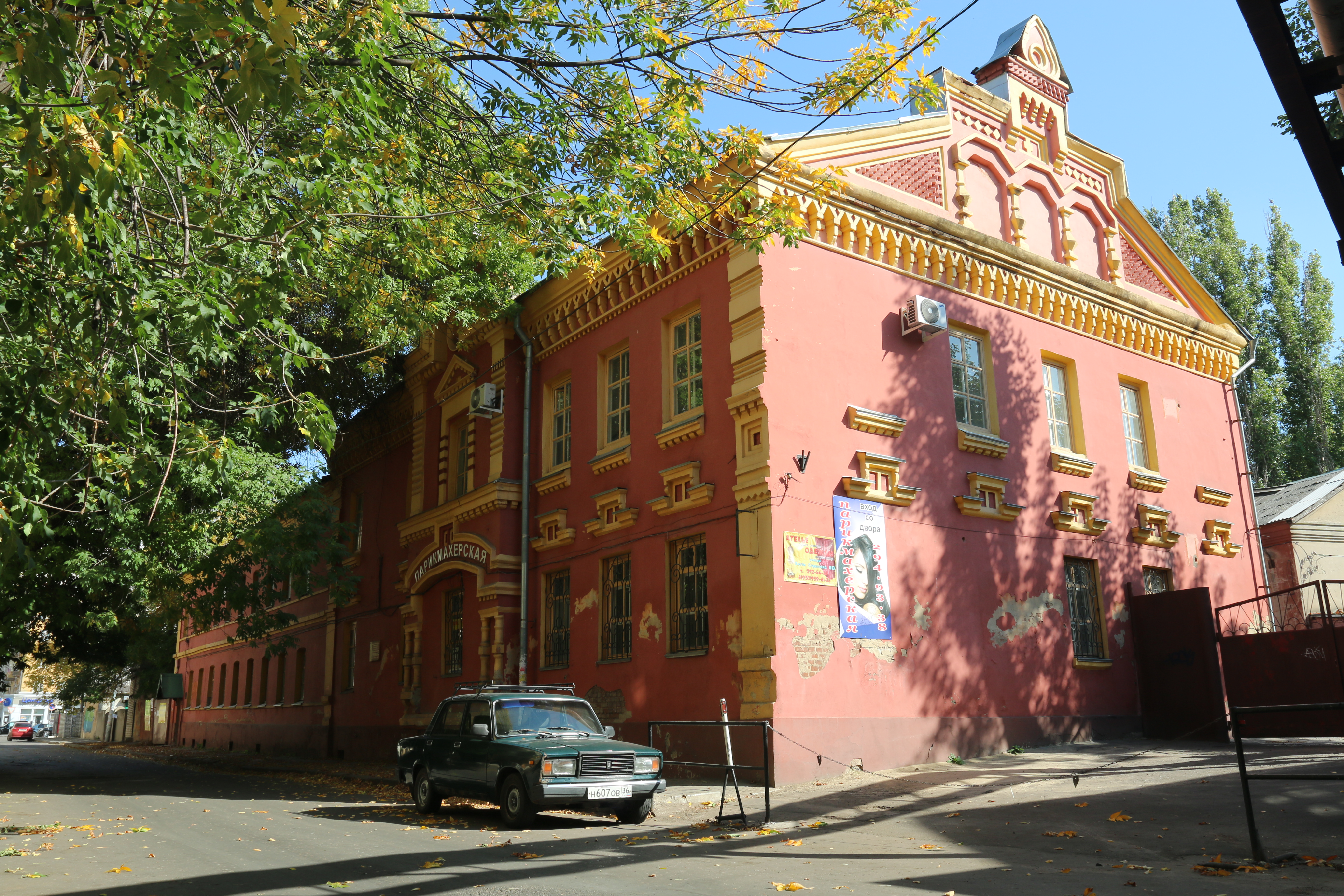
Здание швейной мастерской

д. 11/13 — Здание швейной мастерской (архитектор А. М. Баранов) 
д. 11/13А — строение Пятницкой церкви, в которой в 1866—1872 годы служил Д. И. Самбикин 